# Kurt Lichtenstein
Kurt Lichtenstein (1er décembre 1911 à Berlin - 12 octobre 1961 à Klötze) est un communiste, combattant des Brigades internationales pendant la guerre de la Seconde République espagnole et résistant contre le national-socialisme. Il est tué par les garde-frontières de la RDA.

## Biographie
Kurt Lichtenstein est le fils du cordonnier juif George Lichtenstein et de l'ouvrière Henriette Haase. 
Il suit un apprentissage d'outilleur.
En 1941, ses parents et sa sœur Elfriede sont déportés et assassinés à Auschwitz.

### Vie politique
Il adhère à la Ligue des jeunes communistes d'Allemagne (KJVD) en 1928, puis au Parti communiste d'Allemagne (KPD) en 1931.

#### Guerre civile espagnole
En 1933, il a émigré en Union soviétique, après une courte période il s'est installé sur le territoire autonome du Bassin de la Sarre. En 1935, après l'annexion des territoires autonomes, il s'est enfui à Paris. À la fin de 1936, Lichtenstein se rend en Espagne pour rejoindre les Brigades internationales pendant la guerre civile espagnole. Il est blessé lors de la bataille de l'Èbre en 1938.

#### Seconde Guerre mondiale
Début février 1939, il est interné dans plusieurs camps de réfugiés en Languedoc-Roussillon (Saint-Cyprien, Gurs, Argelès-sur-Mer). Après l'occupation de la France, il s'évade du camp parce qu'il craint que le régime de Vichy ne le livre à la Gestapo. Sur ordre du parti communiste, il rejoint la Résistance de Toulouse.
En 1944, sous une fausse identité de citoyen français, Jules Bardier, il s'inscrit comme travailleur étranger volontaire. Il est affecté dans l'industrie de l'armement à Suhl en Thuringe, où il est officiellement outilleur ; clandestinement il travaille  contre le régime d'Hitler. Après l'invasion de Pâques 1945, les forces américaines le rendent aux forces françaises. Il est interné à Vichy. Les forces françaises pensant qu'il était un agent fasciste. Il est libéré sur intervention du parti communiste français, et retourne en Allemagne.

#### Après la guerre
Après la guerre, il rejoint le parti communiste allemand dans la région de la Ruhr à titre de fonctionnaire dirigeant. Le 23 avril 1946, il épouse la communiste Gertrud Klapputh. Ils deviennent parents de deux filles nées en 1946 et 1948. Durant le reste de sa vie, il est journaliste, au début pour les journaux communistes, ensuite pour les journaux sociaux-démocrates. Lors d'une épuration du parti communiste en 1953, il est exclu par une cause obscure et inconnue. Il perd aussi sa position de rédacteur en chef au journal communiste Neuen Volkszeitung. Il abjure le communisme et après plusieurs années de travail occasionnel, il reçoit en 1958 un emploi au journal social-démocrate Westfälischen Rundschau. A l'automne 1958, il s'inscrit au Parti social-démocrate d'Allemagne.

#### Voyage fatal
Lichtenstein est la première personne tuée sur la frontière intérieure allemande après l'érection du mur de Berlin. L’assassinat a été jugé par un tribunal en 1997. Les tireurs ont été acquittés de son meurtre pour cause d'obéissance à un ordre donné. Depuis l'incident de 1961, des spéculations apparurent autour des vraies raisons de sa mort. On se demande notamment si Lichtenstein n'avait pas été assassiné parce qu'il avait déserté le Parti communiste d'Allemagne et était devenu membre du parti social-démocrate d'Allemagne en 1958.
En octobre 1961, il fit un reportage sur la vie à proximité de la frontière intérieure allemande. Il franchit la frontière afin de dialoguer avec un groupe de paysans. Au retour, il est aperçu par deux soldats gardant la frontière, qui l'interpellent : il se met alors à courir et les soldats ouvrirent le feu. Il tombe exactement sur la ligne de frontière et les soldats s'emparent de lui. Il meurt peu de temps après dans un hôpital de Klötze. Son corps a été incinéré, sans l'accord de sa femme. Les cendres furent envoyées à cette dernière dans une urne par la poste.